# Adam Qadmon
Adam Qadmon, auch Adam Kadmon (hebräisch אָדָם קַדְמוֹן ‚ursprünglicher Mensch‘, eigentlich hebräisch הָאָדָם ha-Adam, deutsch ‚der Mensch, der von rötlicher Erde gebildet ist‘), wird nach der Kabbala und Aggada als Urbild des Menschen verstanden. Sein Abbild ist der irdische Mensch. Der irdische Mensch aber verlor die drei Weisheiten, die Adam Qadmon an die Seite Gottes stellen, nämlich die Weisheit, Herrlichkeit und Unsterblichkeit.
Das ‚Konzept des Adam Qadmon‘ stammt in seiner konsistenten Form aus der lurianischen Kabbala, die im 16. Jahrhundert von dem Kabbalisten Isaac Luria und seinen Schülern ausgearbeitet wurde.
In der Geschichte der Mystik führte die Figur „Adam Qadmon“ oft zu Betrachtungen eines Schemas über den Zustand des Menschen, wie er am Anfang war und wie er am Ende sein soll.

## Voraussetzungen
Die Kabbala macht den Menschen, den ursprünglichen Mensch, zu einem wichtigen Teil des göttlichen Schöpfungsplans und verwendet menschliche Begriffe und Bilder, um das Göttliche zu beschreiben.
Das Konzept des „Adam Qadmon“ tritt in der Kabbala erstmals im Sohar auf, dem zentralen Werk der Kabbalistik, das im 13. Jahrhundert von Rabbi Moses de Leon in Spanien verfasst wurde. Der Sohar ist eine Sammlung mystischer Kommentare zur Tora und enthält viele kabbalistische Konzepte, einschließlich der Vorstellung des „Adam Qadmon“ als das erstes, göttliches Urbild des Menschen, als Gattungswesen. Das Narrativ vom Menschen im Ebenbild Gottes hat die Vorstellungswelt der Redaktoren des Sohars fundamental geprägt. Dabei sei der „Adam“ männlich und weiblich erschaffen worden, Gen 1,26-28 . Dabei konnte sich der Sohar auf den Sefer ha-Bahir stützen.
Im Sohar wird Adam Qadmon als der erste Zustand der Schöpfung beschrieben, bevor das göttliche Licht in die konkreteren Formen der Welt der Sephiroth und der physischen Welt herunterfließen. Adam Qadmon wird als eine Art „Proto-Mensch“ oder „Urbild“ angesehen, der das ursprüngliche Licht und die göttliche Struktur des Universums in sich trägt. In diesem Zustand existiert er auf einer höheren, spirituellen Ebene, die weit über der materiellen Schöpfung liegt.
Die Idee des Adam Qadmon wurde später von verschiedenen Kabbalisten weiterentwickelt, insbesondere in der lurianischen Kabbala, die von Rabbi Isaac Luria im 16. Jahrhundert formuliert wurde. Luria sprach von Adam Qadmon als dem „ursprünglichen Menschen“, der das Licht Gottes empfängt und dieses Licht weiter in die verschiedenen Ebenen der Schöpfung kanalisiert.
Aber gleichzeitig versucht die lurianische Kabbala, das Göttliche zu verstehen, ohne es in menschliche Begrenzungen zu zwängen. Adam Qadmon ist eher ein mystisches Konzept, das als Brücke zwischen dem Unendlichen und dem Endlichen dient, und soll den Menschen einen Zugang zu einer höheren spirituellen Realität ermöglichen.
Hierbei nimmt Adam Qadmon eine symbolische Stellung innerhalb des lurianischen Systems ein, wo er als ein zentrales Konzept in der Schöpfungsmetaphysik und dem göttlichen Plan verstanden wird. Adam Qadmon ist nicht als ein gewöhnlicher Mensch oder gar als ein „erster Mensch“ im physischen Sinne zusehen, sondern als das ‚höchste archetypische göttliche Bild‘, das die ursprüngliche und vollständige Ordnung des Universums widerspiegelt.
Necker zeigte, dass Adam Qadmon, auch als Adam ha-ʿEljon, (hebräisch אָדָם הָאֵלְיוֹן ‚der obere Mensch‘) im Gegensatz zum Adam ha-Tachton (hebräisch אָדָם הַתַּחְתּוֹן ‚der untere Mensch‘) nicht den „Adam“ der Tora meint, sondern sein ‚himmlisches Urbild‘, das noch vor der Emanation der zehn Sephiroth aus der unendlichen Gottheit (En Sof) hervorginge.
Nach der Lehre der Lurias ist JHWH selbst das ‚grenzenlose Licht‘ (En), um sich manifestieren zu können, muss Gott seine unendliche Lichthaftigkeit in einem empfangenden Gefäß (En Sof, hebräisch אין סוף ēyn sōf) begrenzen. Hierin sei Gott zweigeschlechtlich. Das grenzenlose Licht sei sein männliches, das empfangende Gefäß sein weibliches Prinzip. Aus diesen beiden Prinzipien resultiert als drittes, das begrenzte Licht (En Sof Or, hebräisch אין סוף אור). In der Kabbala ist Adam Qadmon der mit Gott vereinte ‚Urmensch‘ in seinem Sein in der Ewigkeit ist er zugleich das ‚Urbild des Alls‘.

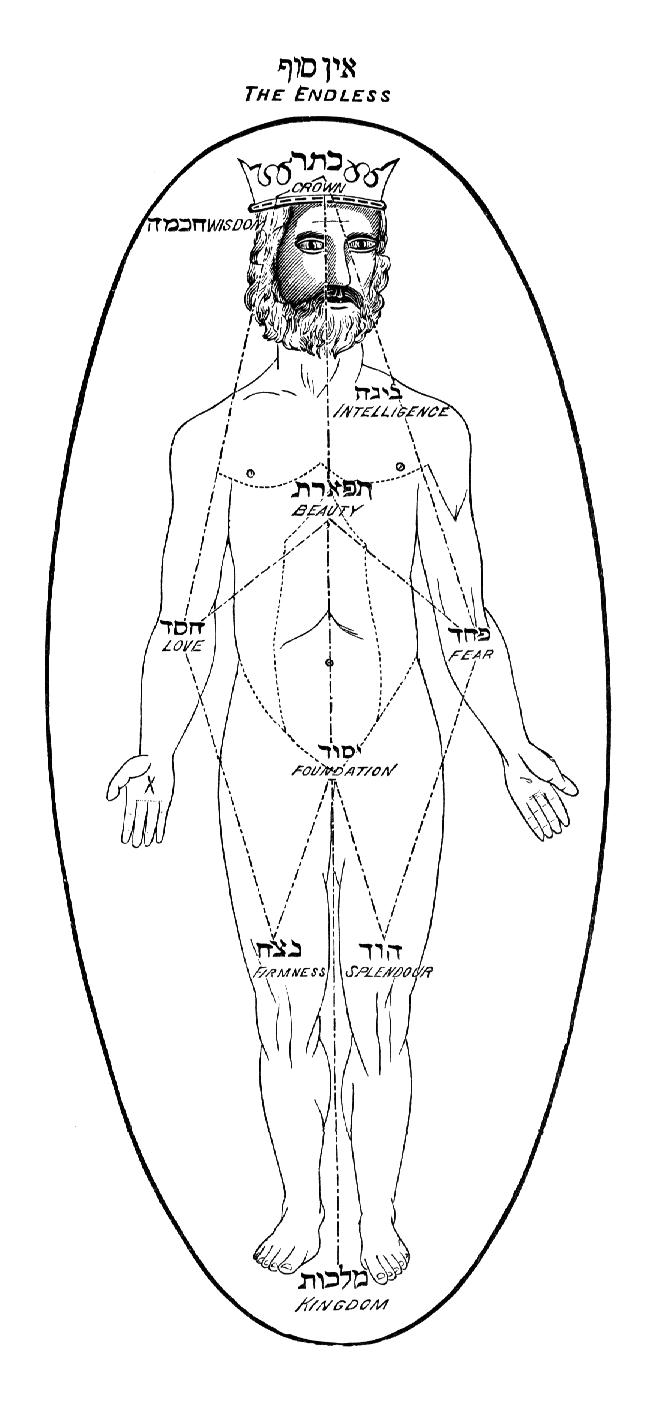
Illustration des „oberen Adams“ mit Ain Soph (eng. The Endless) und den zehn Sephiroth.

## Von Adam Qadmon und den Sephiroth

Die zehn Sephiroth im kabbalistischen Lebensbaum, zwischen den 10 Sephiroth befinden sich 22 Zinnoroth

In folgendem Zitat wird die Gestalt von Adam Qadmon mit den zehn Sephiroth (im Zitat kursiv) identifiziert.

„Sein Kopf ist eine Triade aus Weisheit und Intelligenz, die überragt werden durch die Krone, die Herrschaft symbolisiert. Die Brust, die Schönheit, ist verbunden mit dem rechten Arm, der Barmherzigkeit und dem linken Arm, der Gerechtigkeit. In einer dritten Triade beherrschen die Genitalien, die als Fundament bezeichnet werden, das rechte Bein, die Festigkeit und das linke Bein, die Pracht, die wiederum eine Triade mit den Füßen bilden, welche Königreich bedeuten.“

1. Kether: ‚Krone‘
2. Chochmah: ,Weisheit‘, ‚Klugheit‘, ‚Geschicklichkeit‘
3. Binah: ‚Einsicht‘, ‚Verstand‘; ‚analytische Intelligenz‘
4. Chessed: ‚Liebe‘, ‚Gnade‘, ‚Gunst‘
5. Gvurah: ‚Stärke‘, ‚Macht‘, ‚Sieg‘, ‚Gerechtigkeit‘
6. Tifʾereth: ‚Verherrlichung‘, ‚Ruhm‘, ‚Pracht‘, ‚Schönheit‘
7. Netzach: ‚Dauer‘, ‚Beständigkeit‘, ‚Sieg‘; ‚Ruhm‘, ‚Glanz‘, ‚Blut, ‚Saft‘
8. Hod: ‚Pracht‘, ‚Glanz‘, ‚Majestät‘
9. Jessod: ‚Gründung‘, ‚Grund‘, ‚Grundstein‘, ‚Grundlage‘
10. Malchuth: ‚Königreich‘, ‚Herrschaft‘, ‚königliche Würde‘, ‚Regierung‘

## Adam Qadmon und die Schöpfung
Die Schöpfung beginnt nach dem Kabbalisten Isaak Luria in der ersten Phase durch den Tzimtzum, eine Selbstbeschränkung des göttlichen unendlichen Seins En Sof. Diese Selbstbeschränkung führt zu einem Urraum, in dem sich der durch die Struktur der Sephiroth bestimmte Adam Qadmon als Urgestalt allen Seins bildet. Dieser Adam Qadmon ist zugleich für die nachfolgende Schöpfung der Schöpfergott, da die göttliche Kraft in Form von Licht durch seine Körperöffnungen bricht und in die Welt emaniert.
Die zweite Phase der Schöpfung wird durch die Unvollkommenheit der Gefäße, die dieses göttliche Licht aufnehmen sollten, der Qlīpōt eingeleitet. Die selbst durch ein niederes Lichtgemisch entstandenen Gefäße zerbrechen unter dem Aufprall des Lichts von Adam Qadmon. Das ist die Schvirat ha-Kelim, der „Bruch der Gefäße“. Die Trümmer dieser Qlīpōt vermischen sich wiederum mit Funken des göttlichen Lichts und erhalten dadurch ein eigenes, dämonisches Leben.
Um dieses kosmische Desaster zu beheben, bricht ein spezielles Licht aus Adam Qadmons Stirn. Dieses Licht läutet die dritte Phase der Schöpfung ein, den Tiqqun, die Restitution. So befinden wir uns augenblicklich in dieser Phase der Restauration und Reinigung. Aber nicht nur das göttliche Selbst, auch jedes Geschöpf kann nach Luria am Tiqqun teilhaben, indem es dem Übermaß an richtenden Kräften (die denen der Səfīrat Gəvūrā entsprechen), das die Švīrā verursachte, ein entsprechendes Maß an Kräften der Liebe und der Gnade (Səfīrat Ḥesed) entgegensetzt.
Die Schöpfung nach Isaac Luria wird auch als eine Selbstreinigung Gottes vom immanenten Bösen gesehen. So ist alles Seiende auf das eine Ziel ausgerichtet, mittels Tiqqun dieses Böse zu bekämpfen und letztendlich ein reines Sein zu schaffen.